# Pont Carnot
Pour les articles homonymes, voir Pont Carnot.
Le pont Carnot est un pont en arc (unique) utilisé comme pont routier. Conçu par Sadi Carnot, il franchit le Rhône entre Collonges (Ain) et Chevrier (Haute-Savoie).  

## Origine du nom
Initialement dénommé « pont de Collonges » (ou « pont du Rhône » dans les documents administratifs), l'ouvrage est rebaptisé « pont Carnot » après l'accession de Sadi Carnot, son concepteur, à la présidence de la République française.

## Historique
À la suite du rattachement de la Savoie à la France en 1860, les municipalités des secteurs de la Haute-Savoie et du Pays de Gex riverains du Rhône demandent aux services de l'État de construire un pont sur ce fleuve pour leur permettre de les relier par la route. Une déclaration d'utilité publique est émise le 31 août 1860.
Les travaux de construction commencent en 1865, sous la direction de Sadi Carnot, alors ingénieur des Ponts et Chaussées en Haute-Savoie. Ils sont interrompus lors de la guerre franco-allemande de 1870 et reprennent après le conflit, sous la direction d'un nouvel ingénieur, Carnot venant de commencer sa carrière politique.
L’ouvrage est terminé en 1874 et ouvert à la circulation l’année suivante. Il reçoit un prix lors de l’Exposition universelle de 1878 en raison de sa conception innovante, mais Sadi Carnot ne peut recevoir la récompense, étant député.